# 防衛大臣政策参与
防衛大臣政策参与（ぼうえいだいじんせいさくさんよ、英訳：Special Adviser to the Minister of Defense）は、防衛省設置法により防衛省に設置されている官職で、防衛省の所掌事務に関する重要事項に関し、防衛大臣に進言し、及び防衛大臣の命を受けて、防衛大臣に意見を具申することを職務とする（防衛省設置法第7条第2項）。2014年に内閣府、復興庁、各省共通の大臣補佐官制度が始まり、新たな防衛大臣補佐官（定数1人）が新設されたため、既存の防衛大臣補佐官（定数3人）から改称されて防衛大臣政策参与となった。

## 防衛大臣補佐官として
元は、2009年8月に施行された改正防衛省設置法第7条第2項に基づき、防衛省の所掌事務に関する重要事項に関し、防衛大臣に進言し、及び防衛大臣の命を受けて、防衛大臣に意見を具申することを職務とする防衛大臣補佐官として設置された。防衛大臣が任免でき、定数は3人以内で必置の官職ではなく、非常勤とすることができるとされた。
また、防衛大臣補佐官は平成21年6月3日に公布された「防衛省設置法の一部を改正する法律」に基づき新設された防衛会議の委員となった（従前は訓令に基づく機関であったが、防衛省設置法に基づく防衛省の特別の機関として新設）。防衛会議を定めた防衛省設置法第19条の2第4項に記載された序列では、防衛大臣補佐官は防衛大臣政務官の下、防衛事務次官の上に位置していた。なお、防衛大臣補佐官の新設とともに防衛参事官制度は廃止された。

## 防衛大臣政策参与への改称
2014年（平成26年）5月30日に国家公務員法等の一部を改正する法律（平成26年法律第22号）が施行され、各大臣の申し出により内閣が任免できる、内閣府、復興庁、各省共通の大臣補佐官制度（内閣府は定数6人、その他は定数1人）が設けられ、新たな防衛大臣補佐官（定数1人）が新設された。これに合わせて、既存の防衛大臣補佐官（定数3人）は防衛大臣政策参与に改称された。新設された防衛大臣補佐官は2024年10月までに2名が任命された。防衛会議を定めた改正防衛省設置法第19条の2第4項に記載された序列によると、防衛大臣政策参与は新設された防衛大臣補佐官の下、事務次官の上に位置する。

## 防衛大臣政策参与（旧防衛大臣補佐官）の一覧
| 氏名       | 主要経歴                        | 在任期間                        | 任命者              | 官職名                                     |
| ---------- | ------------------------------- | ------------------------------- | ------------------- | ------------------------------------------ |
| 森本敏     | 外交官・元航空自衛官（3等空佐） | 2009年8月1日 - 2009年9月11日    | 浜田靖一            | 防衛大臣補佐官                             |
| 西元徹也   | 第20代統合幕僚会議議長          | 2010年1月8日 - 2011年9月27日    | 北澤俊美            | 防衛大臣補佐官                             |
| 及川耕造   | 元特許庁長官、防衛庁装備局長    | 2010年11月5日 - 2011年9月27日   | 北澤俊美            | 防衛大臣補佐官                             |
| 志方俊之   | 元陸上自衛隊北部方面総監        | 2012年4月6日 - 2012年6月27日    | 田中直紀            | 防衛大臣補佐官                             |
| 折木良一   | 第3代統合幕僚長、防衛省顧問     | 2012年6月28日 - 2012年12月25日  | 森本敏              | 防衛大臣補佐官                             |
| 折木良一   | 第3代統合幕僚長、防衛省顧問     | 2013年4月9日 - 2014年10月13日   | 小野寺五典          | 防衛大臣政策参与 （2014年5月30日より改称） |
| 岩崎茂     | 第4代統合幕僚長                 | 2014年10月14日 - 2016年6月30日  | 江渡聡徳            | 防衛大臣政策参与 （2014年5月30日より改称） |
| 森本敏     | 第11代防衛大臣                  | 2015年10月16日 - 2016年12月28日 | 中谷元 稲田朋美     | 防衛大臣政策参与 （2014年5月30日より改称） |
| 西正典     | 第28代防衛事務次官              | 2015年10月16日 - 2016年12月28日 | 中谷元 稲田朋美     | 防衛大臣政策参与 （2014年5月30日より改称） |
| 片岡晴彦   | 第32代航空幕僚長                | 2016年7月1日 - 2016年12月28日   | 中谷元 稲田朋美     | 防衛大臣政策参与 （2014年5月30日より改称） |
| 森本敏     | 第11代防衛大臣                  | 2017年8月8日 - 2018年10月2日    | 小野寺五典 （再任） | 防衛大臣政策参与 （2014年5月30日より改称） |
| 折木良一   | 第3代統合幕僚長                 | 2017年8月8日 - 2018年10月2日    | 小野寺五典 （再任） | 防衛大臣政策参与 （2014年5月30日より改称） |
| 西正典     | 第28代防衛事務次官              | 2017年8月8日 - 2018年10月2日    | 小野寺五典 （再任） | 防衛大臣政策参与 （2014年5月30日より改称） |
| 島田和久   | 第34代防衛事務次官              | 2022年7月1日 - 2022年8月10日    | 岸信夫              | 防衛大臣政策参与 （2014年5月30日より改称） |
| 尾上定正   | 第24代航空自衛隊補給本部長      | 2023年12月22日 - 2024年10月1日  | 木原稔              | 防衛大臣政策参与 （2014年5月30日より改称） |
| 番匠幸一郎 | 第35代西部方面総監              | 2023年12月22日 - 2024年10月1日  | 木原稔              | 防衛大臣政策参与 （2014年5月30日より改称） |
| 吉田正紀   | 第40代佐世保地方総監            | 2023年12月22日 - 2024年10月1日  | 木原稔              | 防衛大臣政策参与 （2014年5月30日より改称） |
| 番匠幸一郎 | 第35代西部方面総監              | 2024年10月8日 -                 | 中谷元              | 防衛大臣政策参与 （2014年5月30日より改称） |
| 半澤隆彦   | 第21代航空教育集団司令官        | 2024年10月8日 -                 | 中谷元              | 防衛大臣政策参与 （2014年5月30日より改称） |